# Otovasca
Otovasca este un cartier din sectorul Ciocana, municipiul Chișinău, Republica Moldova. Principalele artere sunt străzile: Calea Moșilor, „Ismail”, Uzinelor și „Vadul lui Vodă”.

## Etimologie
Denumirea Otovasca poate fi explicată prin: (1) antroponimul Otavă, (2) denumirea unei moșii Otăvasca [> Otovasca, prin asimilarea progresivă a lui o secund] însemnând „moșia lui Otava”; (3) apelativul adjectival fem. otăvască, sensul onimic primar fiind „porțiune de teren pe care crește otava” sau „parte de moșie rezervată pentru fâneață”

## Istoric
Documentar este cunoscut din a doua jumătate a sec. al XIX-lea. Datorită extinderii orașului, localitatea a ajuns să fie cuprinsă în perimetrul acestuia. Ca și sectorul Ciocana în întregime, reprezintă o importantă zona industrială a Chișinăului, aici fiind situate Combinatul de Materiale de Construcție, CET-2, Combinatul de Vinuri și Șampanie, Centrul de Panificație, Combinatul de Tutun ș.a.

## Legături externe
- Chișinău, etapele devenirii urbane (1436 - 1812) Arhivat în 18 martie 2015, la Wayback Machine. pe Istoria.md
- Zona Otovasca pe wikimapia.org